# خروسک‌ماهی زره‌پوش
خروسک‌ماهی زره‌پوش (نام علمی: Peristediidae) نام یک تیره از راسته عقرب‌ماهی‌سانان است.